# Acerodon celebensis
Acerodon celebensis — вид рукокрилих, родини Криланових, ендемік для Індонезії.

## Середовище проживання
У першу чергу це вид низовини, що проживає від рівня моря до 1500 м над рівнем моря.

## Поведінка
Лаштує сідала на деревах.

## Загрози та охорона
Вирубка лісів в зв'язку з лісозаготівлями і сільським господарством являє собою серйозну загрозу для цього виду. На вид полюють і знаходиться на ринках м'яса диких тварин для місцевої і регіональної торгівлі. Ймовірно, знаходиться в кількох природоохоронних територіях.